# Bordtennis vid olympiska sommarspelen 2012
De olympiska tävlingarna 2012 i bordtennis spelades mellan den 28 juli och 8 augusti 2012 i London, Storbritannien. Fyra grenar ingår i tävlingarna: singel för damer och herrar samt lagtävlingar för damer och herrar.

## Medaljsammanfattning
| Gren                    | Guld                              | Guld                              | Silver                                          | Silver                                          | Brons                                                | Brons                                                |
| ----------------------- | --------------------------------- | --------------------------------- | ----------------------------------------------- | ----------------------------------------------- | ---------------------------------------------------- | ---------------------------------------------------- |
| Damsingel Detaljer...   | Li Xiaoxia Kina                   | Li Xiaoxia Kina                   | Ding Ning Kina                                  | Ding Ning Kina                                  | Feng Tianwei Singapore                               | Feng Tianwei Singapore                               |
| Herrsingel Detaljer...  | Zhang Jike Kina                   | Zhang Jike Kina                   | Wang Hao Kina                                   | Wang Hao Kina                                   | Dimitrij Ovtcharov Tyskland                          | Dimitrij Ovtcharov Tyskland                          |
| Lag, damer Detaljer...  | Kina Ding Ning Li Xiaoxia Guo Yue | Kina Ding Ning Li Xiaoxia Guo Yue | Japan Ai Fukuhara Sayaka Hirano Kasumi Ishikawa | Japan Ai Fukuhara Sayaka Hirano Kasumi Ishikawa | Singapore Li Jiawei Feng Tianwei Wang Yuegu          | Singapore Li Jiawei Feng Tianwei Wang Yuegu          |
| Lag, herrar Detaljer... | Kina Wang Hao Zhang Jike Ma Long  | Kina Wang Hao Zhang Jike Ma Long  | Sydkorea Oh Sang-Eun Joo Se-Hyuk Ryu Seung-Min  | Sydkorea Oh Sang-Eun Joo Se-Hyuk Ryu Seung-Min  | Tyskland Timo Boll Dimitrij Ovtcharov Bastian Steger | Tyskland Timo Boll Dimitrij Ovtcharov Bastian Steger |

Denna tabell: visa • redigera

## Medaljtabell
| Pl.    | Nation    | Guld | Silver | Brons | Totalt |
| ------ | --------- | ---- | ------ | ----- | ------ |
| 1      | Kina      | 4    | 2      | 0     | 6      |
| 2      | Japan     | 0    | 1      | 0     | 1      |
| 2      | Sydkorea  | 0    | 1      | 0     | 1      |
| 4      | Tyskland  | 0    | 0      | 2     | 2      |
| 4      | Singapore | 0    | 0      | 2     | 2      |
| Totalt | Totalt    | 4    | 4      | 4     | 12     |

## Tävlingsformat
Alla fyra grenar kommer att genomföras i form av utslagsturneringar.